# Giovanni Vavassori
Giovanni Vavassori (Arcene, 16 gennaio 1952) è un ex calciatore e allenatore di calcio italiano, di ruolo difensore.

## Carriera

### Giocatore

Vavassori al Napoli nel corso degli anni 70

Ha esordito in Serie B nella stagione 1970-1971 nell'Atalanta, con cui ha disputato anche il successivo campionato di Serie A. Dal 1972 al 1977 ha giocato nel Napoli (5 stagioni in Serie A, e la vittoria della Coppa Italia 1975-1976); nella stagione 1977-1978 è tornato all'Atalanta, con cui ha partecipato a due campionati di Serie A, due di Serie B e uno di Serie C1, nel quale ha ottenuto la promozione in Serie B. Dopo una stagione passata al Cagliari (1982-1983), ha militato nel Campania fino al 1986, quando venne squalificato per tre anni e quattro mesi a seguito dello Scandalo del calcio italiano del 1986.
Conta inoltre 5 presenze in Nazionale giovanile e 9 gettoni in Nazionale B.

### Allenatore
Vavassori inizia ad allenare nel 1990 nel fiorente settore giovanile dell'Atalanta, fino alla formazione Primavera, con cui vince numerosi trofei tra cui il titolo di Campione d'Italia nella stagione 1997-1998 battendo in finale la Roma di Aldo Maldera per 1-0. Nel 1999 viene promosso allenatore della prima squadra, che porta subito in Serie A; rimane a Bergamo anche nella stagione 2000-2001 (in cui l'Atalanta è una delle rivelazioni della A, arrivando settima in classifica) e in quella successiva (nona in classifica), mentre nel 2003 viene esonerato a poche giornate dal termine, con la squadra negli ultimi posti in classifica.
Nel 2004 viene chiamato alla Ternana, in Serie B, per sostituire Corrado Verdelli, ma si dimette dopo poche gare a causa di alcune incomprensioni con i giocatori.
Nella stagione 2005-2006 allena il Genoa (Serie C1): durante la stagione viene esonerato e sostituito da Attilio Perotti; viene richiamato però a fine stagione e porta il Genoa alla promozione in Serie B, vincendo i play-off.
Dal 18 aprile 2007 allena l'Avellino (Serie C1). Il 17 giugno 2007 sulla panchina della formazione irpina, allo Stadio Partenio, vince la finale dei play-off contro il Foggia (0-1, 3-0 dopo tempi supplementari) e porta la compagine biancoverde in Serie B. Il 16 luglio 2007 però si dimette, pochi giorni prima dell'inizio del ritiro pre-campionato.
Il 12 novembre 2007, diventa il nuovo allenatore del Cesena, subentrando a Fabrizio Castori. L'avventura sulla panchina romagnola termina il 25 febbraio 2008, con l'esonero del tecnico, ed il ritorno in panchina di Castori.
Il 10 maggio 2010 passa alla guida dell'Hellas Verona al posto di Gian Marco Remondina per disputare il play-off del Girone B di Prima Divisione. Il 14 giugno 2010 lascia l'Hellas Verona in seguito alla sconfitta subita nella finale dei play-off contro il Pescara.
Il 4 maggio 2015 subentra sulla panchina del Pavia, al posto dell'esonerato Riccardo Maspero, ad una giornata dalla fine del campionato. Nell'unica partita disputata conquista un pareggio, centrando così il terzo posto in classifica; la squadra viene poi eliminata al primo turno di play-off, e Vavassori non viene riconfermato per la stagione 2015-2016.

## Statistiche

### Statistiche da allenatore
Statistiche aggiornate al 17 maggio 2015.
| Stagione        | Squadra         | Campionato      | Campionato | Campionato | Campionato | Campionato | Coppe nazionali | Coppe nazionali | Coppe nazionali | Coppe nazionali | Coppe nazionali | Coppe continentali | Coppe continentali | Coppe continentali | Coppe continentali | Coppe continentali | Altre coppe | Altre coppe | Altre coppe | Altre coppe | Altre coppe | Totale | Totale | Totale | Totale | % Vittorie | Piazzamento            |
| Stagione        | Squadra         | Comp            | G          | V          | N          | P          | Comp            | G               | V               | N               | P               | Comp               | G                  | V                  | N                  | P                  | Comp        | G           | V           | N           | P           | G      | V      | N      | P      | %          | Piazzamento            |
| --------------- | --------------- | --------------- | ---------- | ---------- | ---------- | ---------- | --------------- | --------------- | --------------- | --------------- | --------------- | ------------------ | ------------------ | ------------------ | ------------------ | ------------------ | ----------- | ----------- | ----------- | ----------- | ----------- | ------ | ------ | ------ | ------ | ---------- | ---------------------- |
| 1999-2000       | Atalanta        | B               | 38         | 17         | 12         | 9          | CI              | 10              | 6               | 2               | 2               | -                  | -                  | -                  | -                  | -                  | -           | -           | -           | -           | -           | 48     | 23     | 14     | 11     | 47,92      | 2° (prom.)             |
| 2000-2001       | Atalanta        | A               | 34         | 10         | 14         | 10         | CI              | 9               | 6               | 2               | 1               | -                  | -                  | -                  | -                  | -                  | -           | -           | -           | -           | -           | 43     | 16     | 16     | 11     | 37,21      | 7°                     |
| 2001-2002       | Atalanta        | A               | 34         | 12         | 9          | 13         | CI              | 4               | 1               | 2               | 1               | -                  | -                  | -                  | -                  | -                  | -           | -           | -           | -           | -           | 38     | 13     | 11     | 14     | 34,21      | 9°                     |
| 2002-2003       | Atalanta        | A               | 29         | 6          | 11         | 12         | CI              | 2               | 0               | 1               | 1               | -                  | -                  | -                  | -                  | -                  | -           | -           | -           | -           | -           | 31     | 6      | 12     | 13     | 19,35      | Eson.                  |
| Totale Atalanta | Totale Atalanta | Totale Atalanta | 135        | 45         | 46         | 44         |                 | 25              | 13              | 7               | 5               |                    | -                  | -                  | -                  | -                  |             | -           | -           | -           | -           | 160    | 58     | 53     | 49     | 36,25      |                        |
| set.-ott. 2004  | Ternana         | B               | 2          | 1          | 0          | 1          | CI              | 1               | 1               | 0               | 0               | -                  | -                  | -                  | -                  | -                  | -           | -           | -           | -           | -           | 3      | 2      | 0      | 1      | 66,67      | Dimis.                 |
| 2005-2006       | Genoa           | C1              | 26+4       | 11+2       | 13         | 2+2        | CI+CI-C         | 1+4             | 0+2             | 0+1             | 1+1             | -                  | -                  | -                  | -                  | -                  | -           | -           | -           | -           | -           | 35     | 15     | 14     | 6      | 42,86      | Eson., sub. 2° (prom.) |
| apr.-giu. 2007  | Avellino        | C1              | 4+4        | 3+2        | 0          | 1+2        | -               | -               | -               | -               | -               | -                  | -                  | -                  | -                  | -                  | -           | -           | -           | -           | -           | 8      | 5      | 0      | 3      | 62,50      | Sub. 2° (prom.)        |
| 2007-2008       | Cesena          | B               | 13         | 3          | 4          | 6          | -               | -               | -               | -               | -               | -                  | -                  | -                  | -                  | -                  | -           | -           | -           | -           | -           | 13     | 3      | 4      | 6      | 23,08      | Sub., eson.            |
| mag.-giu. 2010  | Verona          | 1D              | 4          | 1          | 2          | 1          | -               | -               | -               | -               | -               | -                  | -                  | -                  | -                  | -                  | -           | -           | -           | -           | -           | 4      | 1      | 2      | 1      | 25,00      | Sub. 3°                |
| mag. 2015       | Pavia           | LP              | 1+1        | 0          | 1          | 0+1        | -               | -               | -               | -               | -               | -                  | -                  | -                  | -                  | -                  | -           | -           | -           | -           | -           | 2      | 0      | 1      | 1      | &0,00      | Sub. 3°                |
| Totale carriera | Totale carriera | Totale carriera | 194        | 68         | 66         | 60         |                 | 31              | 16              | 8               | 7               |                    | -                  | -                  | -                  | -                  |             | -           | -           | -           | -           | 225    | 84     | 74     | 67     | 37,33      |                        |

## Palmarès

### Giocatore

#### Competizioni giovanili
- Torneo di Viareggio: 1

Atalanta: 1969

#### Competizioni nazionali
- Serie C1: 1

Atalanta: 1981-1982 (girone A)
- Coppa Italia: 1

Napoli: 1975-1976

#### Competizioni internazionali
- Coppa di Lega Italo-Inglese: 1

Napoli: 1976

### Allenatore

#### Competizioni giovanili
- Campionato Primavera: 1

Atalanta: 1997-1998
- Trofeo Dossena: 1

Atalanta: 1997